# Синенко, Максим Денисович
Максим Денисович Синенко (27 апреля 1902, деревня Нововладимировка, ныне Березнеговатский район, Николаевская область, Украина — 10 февраля 1991, Москва) — советский военный деятель, Генерал-лейтенант танковых войск (1945 год).

## Начальная биография
Максим Денисович Синенко родился 27 апреля 1902 года в деревне Нововладимировка ныне Березнеговатского района Николаевской области Украины.

## Военная служба

### Довоенное время
В 1924 году был призван в ряды РККА, после чего служил на должностях политрука роты, секретаря партбюро стрелкового полка, инструктора оргпартработы политотдела в 99-й стрелковой дивизии, а также на должностях военкома стрелковых и артиллерийских полков в 100-й стрелковой дивизии.
По окончании Военной академии механизации и моторизации РККА имени И. В. Сталина в декабре 1936 года был назначен на должность командира танкового батальона 19-й механизированной бригады (Ленинградский военный округ).
В ноябре 1937 года был направлен на учёбу в Академию Генштаба, по окончании которой в 1939 году был назначен на должность начальника штаба 6-й отдельной тяжёлой танковой бригады имени С. М. Кирова, в этом же году преобразованной в 20-ю тяжёлую танковую бригаду. Находясь на этой должности, Синенко принимал участие в боевых действиях в ходе советско-финской войны.
В апреле 1940 года был назначен на должность командира 17-й отдельной лёгкой танковой бригады (Закавказский военный округ), а в марте 1941 года — на должность командира 54-й танковой дивизии (28-й механизированный корпус, Закавказский военный округ).

### Великая Отечественная война
55-я танковая бригада под командованием М. Д. Синенко принимала участие в составе 51-й армии Крымского фронта в боях на Ак-Монайском (Парчакском) перешейке. Наступательные действия бригады не дали больших успехов, но даже в потрёпанном состоянии (к 5.00 20 марта в 55-й бригаде насчитывалось в строю 23 Т-26 пушечных, 12 огнемётных ХТ-133) бригада 20 марта 1942 года она сыграла большую роль в отражении атаки свежей, только что прибывшей 22-й танковой дивизии вермахта.
В дальнейшем в мае 1942 в ходе немецкой операции «Охота на дроф» советские танкисты утратили матчасть и отступали в Керчи.
В мае 1942 года Максим Денисович Синенко был назначен на должность заместителя начальника автобронетанкового управления по боевому использованию и применению танковых войск Северо-Кавказского фронта, в сентябре 1942 года — на должность командира 3-го танкового корпуса, участвовавшего в ходе Ворошиловградской наступательной операции, во время которой были освобождены Краматорск и Дружковка. Летом 1943 года корпус под командованием Синенко принимал участие в ходе Курской битвы.
В ноябре 1943 года был назначен на должность начальника управления боевой подготовки, а в апреле 1944 года — на должность первого заместителя начальника Главного управления формирования и боевой подготовки бронетанковых и механизированных войск РККА, в сентябре 1944 года — на должность заместителя командующего, а с марта 1945 года исполнял должность командующего 5-й гвардейской танковой армией, которая принимала участие в ходе ряда операций, в том числе и в Восточно-Прусской наступательной операции.

### Послевоенная карьера
В январе 1946 года Синенко был назначен на должность начальника 1-го Ульяновского танкового училища, а в июле 1948 года — на должность генерал-инспектора бронетанковых и механизированных войск главной инспекции ВС СССР.
Генерал-лейтенант танковых войск Максим Денисович Синенко в августе 1952 года вышел в запас. Умер 10 февраля 1991 года в Москве.

## Воинские звания
- генерал-майор танковых войск (10.11.42);
- генерал-лейтенант танковых войск (11.07.45).

## Награды
- Орден Ленина (15.11.1950);[3]
- Четыре ордена Красного Знамени (21.03.1940, 17.04.1943; 29.06.1944, 3.11.1944)
- ордена Кутузова 1-й (10.04.1945) и 2-й (27.08.1943) степеней;
- Орден Отечественной войны 1-й степени (11.03.1985);
- Медали;
- Иностранные награды.

## Память
- На могиле установлен надгробный памятник.
- Имя воина увековечено в Главном Храме Вооружённых сил России, и навсегда запечатлено на мемориале «Дорога памяти»[4].